# Горица (Сукошан)
Горица је насељено место у саставу општине Сукошан у Задарској жупанији, Република Хрватска.

## Историја
До територијалне реорганизације у Хрватској налазила се у саставу старе општине Задар.

## Становништво
На попису становништва 2011. године, Горица је имала 671 становника.

## Попис1991.
На попису становништва 1991. године, насељено место Горица је имало 1.142 становника, следећег националног састава:
| Попис 1991.‍   | Попис 1991.‍  | Попис 1991.‍ | Попис 1991.‍ | Попис 1991.‍ |
| ------------- | ------------ | ----------- | ----------- | ----------- |
|               |              |             |             |             |
| Хрвати        | Хрвати       |             | 1.080       | 94,57%      |
| Срби          | Срби         |             | 3           | 0,26%       |
| Италијани     | Италијани    |             | 2           | 0,17%       |
| остали        | остали       |             | 1           | 0,08%       |
| неопредељени  | неопредељени |             | 3           | 0,26%       |
| непознато     | непознато    |             | 53          | 4,64%       |
| укупно: 1.142 |              |             |             |             |